# Fehér-tó
Fehér-tó är en sjö i Ungern. Den ligger i den centrala delen av landet, på gränsen mellan provinserna Csongrád-Csanád och Bács-Kiskun, 120 km sydost om huvudstaden Budapest. Fehér-tó ligger 80 meter över havet.